# Ducati Supermono
La Ducati Supermono, o Supermono 550, è una motocicletta da competizione prodotta dalla casa motociclistica italiana Ducati dal 1993 al 1997 in 67 esemplari.
Per diversi anni è stata l'ultima Ducati a montare un motore monocilindrico, solo nel 2024 Ducati è tornata a produrre un motore monocilindrico con la Hypermotard 698 Mono. Presentata ad ottobre 1993 al salone di Colonia, inizialmente nei piani aziendali, era prevista anche una versione stradale, ma non è stata mai realizzata in serie.

## Descrizione

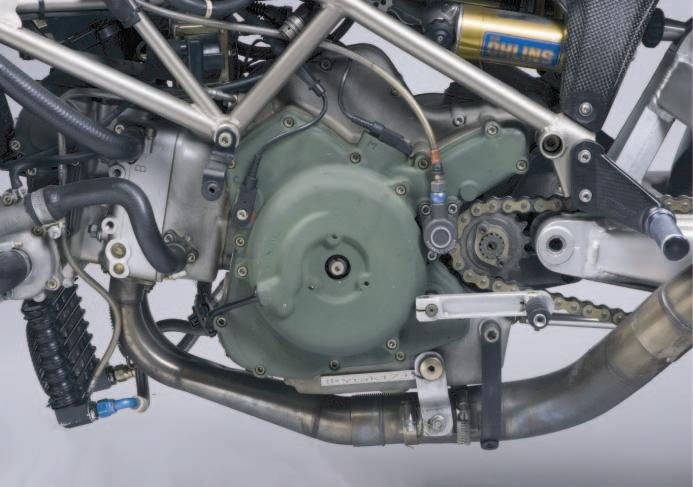
Dettaglio del motore

Progettata e disegnata da Pierre Terblanche, insieme a Claudio Domenicali e Massimo Bordi che hanno sviluppato il telaio e altre parti e componenti della moto, la Supermono ha portato al debutto molte innovazioni tecniche che hanno influenzato la progettazione della Ducati 916.
Il motore monocilindrico Ducati è stato costruito pensando al rapporto peso/potenza. È stato fatto largo uso di materiali leggeri come magnesio, ma soprattutto di fibra di carbonio per la carenatura, il telaietto ausiliario, serbatoio del carburante, le pedane posteriori, l'airbox e l'alloggiamento della strumentazione. 
La sospensione anteriore utilizza una forcella telescopica rovesciata Öhlins da 42 mm, simile a quella montata sulla Ducati 888 Corsa, mentre quella posteriore utilizzava un mono ammortizzatore Ohlins. Monta un sistema di scarico della Termignoni e cerchi Marchesini in magnesio a 3 razze. Il sistema frenante è costituito all'anteriori da due dischi Brembo da 280 mm flottanti con pinze da corsa a 4 pistoncini, mentre al posteriore un disco singolo da 220 mm. 
Il motore, con doppio albero a camme in testa raffreddato a liquido con testata desmodromica a quattro valvole e sistema d'alimentazione ad iniezione indiretta della Weber, è un monocilindrico posizionato orizzontalmente che utilizza una "finta biella" che si comporta come un secondo pistone, per avere, in termini di bilanciamento dinamico, un equivalente motore bicilindrico a V con bancate di 90°. Questo sistema ha permesso di ovviare a problemi di vibrazione, che generalmente vengono risolti con contralberi di bilanciamento.

## Attività sportiva
Con questa moto, il neozelandese Robert Holden si è piazzato secondo al Tourist Trophy del 1994, vincendolo nel 1995.